# Moerbeke

Moerbeke é uma vila e um município belga localizado na província de Flandres Oriental. O município é constituído apenas pela vila de Moerbeke propriamente dita. A 1 de Janeiro de 2006, o município tinha uma população de 5.844 habitantes em uma área de 37,80 km² e uma correspondente densidade populacional de  155 habitantes por km².
Moerbeke é muito conhecida na Bélgica graças à sua refinaria de açúcar.
A situação política deste município é única em toda a Bélgica: desde 1847 que o Partido Liberal tem tido sempre a maioria absoluta na vereação.

## Localidades vizinhas
O município faz fronteira com as seguintes localidades:
- a. Stekene
- b. Sinaai, (Sint-Niklaas)
- c. Eksaarde (Lokeren)
- d. Wachtebeke

### Mapa
I:Moerbeke  II:Koewacht(-Moerbeke)  III:Kruisstraat

## Evolução demográfica
Fonte dos dados:NIS

## Lista de Presidentes de câmara/Prefeitos
- 1809 - 1818 : J. Verbrugghen (catol.)
- 1818 - 1830 : P. Legiest (catol.)
- 1830 - 1847 : Armand Boschman (catol.)
- 1847 - 1894 : Auguste Lippens (lib.)
- 1895 - 1905 : Hippolyte de Kerchove Lippens (lib.)
- 1906 - 1920 : Maurice Lippens (lib.)
- 1921 - 1925 : Edgard Lippens (lib.)
- 1926 - 1937 : Maurice Lippens (lib.)
- 1938 - 1967 : Jean Lippens (lib.)
- 1968 - 2000 : Oswald Adriaensen (PVV)
- 2001 - 2012: Filip Marin (Open Vld)
- 2013 - atual: Robby De Caluwé (Open Vld)